# جزیره بولشوی زیودوستینسکی
جزیره بولشوی زیودوستینسکی (به لاتین: Bolshoy Zyudostinsky Island) یک جزیره در دریای کاسپین است که در روسیه و در استان آستراخان واقع شده‌است.